# Апелес (македонски регент)
 Тази статия е за македонския регент от 220 г. пр. Хр..  За древногръцкия художник вижте Апелес.  
Апелес (на старогръцки: Ἀπελλῆς) е висш македонски сановник от времето на царете Антигон Досон и Филип V.
Малко преди смъртта си, през 221 г. пр. Хр. Досон назначава Апелес начело на регентски съвет, който трябва да подпомага 17-годишния Филип в управлението на държавата. През следващите три години Апелес е първо регент, а впоследствие първи съветник на младия цар, докато не губи доверието му и живота си.
През 220 г. пр. Хр. регентският съвет, в който влизат още Мегалеас, Леонтий, Таврион, взема решение да се противопостави на силния Етолийски съюз, който заплашва съюзната на македоните Ахея и оспорва македонската хегемония в Елада. Резултатът от това решение е Съюзническата война от 220 – 217 г. пр. Хр.
В хода на тази война, недоволен от неефективната поддръжка от страна на ахейците или защото иска да наложи контрол върху Ахейския съюз, през есента на 219 г. пр. Хр. Апелес убеждава Филип V да подкрепи политическите противници на дългогодишния ахейски лидер Арат от Сикион. Под влиянието на Филип и Апелес, народното събрание на ахейците избира за стратег Еперат, вместо привърженик на Арат. Това се оказва грешка, тъй като македонската армия в Пелопонес остава без адекватна издръжка. За да убеди ахейците да поемат снабдяването на войските, Филип се договаря с Арат и партията му. Апелес губи от престижа си.
По същото време или малко по-рано между съветниците на царя възниква раздор. Апелес се опитва безуспешно да отстрани македонския стратег в Пелопонес Таврион и началника на царската охрана Александър от обкръжението на Филип, но сам е фактически отстранен като е изпратен за управител на крепостта Халкида в Евбея.
Според ахейския летописец Полибий Апелес замисля заговор срещу Филип и саботира плановете му срещу етолийците. Съвременни историци не споделят това обяснение и смятат, че Филип иска да отстрани физически бившия регент, защото се бои от влиянието му. През 218 г. пр. Хр. Апелес и синът му са повикани под измислен претекст в Коринт, главната база на Филип в Елада, и са затворени и екзекутирани или принудени да се самоубият. Предполага се, че принос за разправата с двамата има и Арат, който се опасява от стремежа на Апелес и съмишлениците му да подчинят Ахея на Македония.